# Giới tính

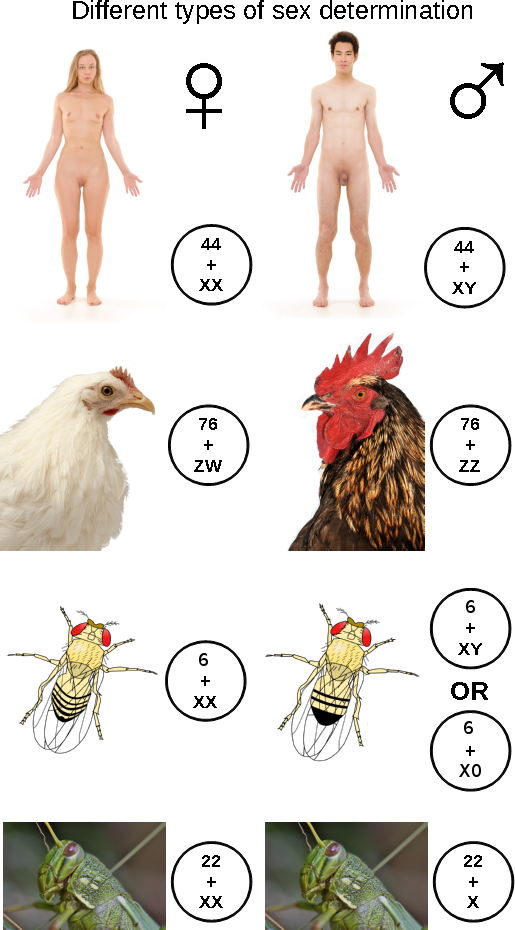
Hình 1: Giới tính thường được phân biệt bởi hình thái ngoài của cá thể và thường được xác định nhờ cặp nhiễm sắc thể giới tính.

Giới tính là tính trạng quyết định một động vật hoặc thực vật sinh sản hữu tính tạo ra giao tử đực hay cái. Hầu hết các loài sinh vật được phân chia thành hai giới tính (giống) là "đực" và "cái", mà mỗi giới tính được đặc trưng bởi nhiều đặc điểm khác nhau về hình thái, giải phẫu, sinh lí,... và nhất là cấu tạo cơ quan sinh sản, chất nội tiết (hoocmôn) và nhiễm sắc thể giới tính. Ví dụ như sự khác nhau giữa nam và nữ, sự phân biệt gà trống và gà mái, v.v... Ví dụ như với loài người tồn tại 2 kiểu giới tính: nam giới và nữ giới. Một số báo chí còn dùng khái niệm "giới tính thứ ba" để chỉ người đồng tính hoặc chuyển giới, nhưng thực ra cách gọi này là sai về bản chất. Khác với giới tính, đồng tính là một xu hướng tính dục.
Sinh sản hữu tính bao gồm sự kết hợp và pha trộn các đặc điểm di truyền: các tế bào chuyên biệt được gọi là giao tử kết hợp với nhau tạo thành phôi, thừa hưởng các tính trạng từ cả bố và mẹ. Các giao tử được tạo ra bởi giống đực thường là nhỏ (ví dụ như tinh trùng ở động vật; tinh tử ở phấn hoa của thực vật có hạt), trong khi giống cái tạo ra giao tử thường lớn hơn (trứng hoặc noãn). Các cá thể sinh vật nào có khả năng tạo ra cả giao tử đực và giao tử cái được gọi là lưỡng tính (ví dụ như loài ốc sên).
Sự tạo thành giới tính (đực hay cái) của một cá thể thường được bắt đầu từ hợp tử là kết quả hợp nhất giữa giao tử đực và giao tử cái (hình 2).
Sự khác biệt về thể chất thường liên quan đến các giới tính khác nhau của một sinh vật; những Dị hình giới tính này có thể phản ánh những áp lực sinh sản khác nhau mà giới tính gặp phải. Chẳng hạn, lựa chọn bạn đời và chọn lọc giới tính có thể đẩy nhanh sự tiến hóa của sự khác biệt về thể chất giữa các cá thể thuộc hai giới khác nhau (ví dụ như sư tử đực trưởng thành thì có bờm lông ở cổ, còn sư tử cái thì không). Ở người và các động vật có vú khác, con đực thường mang nhiễm sắc thể X và Y (XY), trong khi con cái thường mang hai nhiễm sắc thể X (XX), là một phần của hệ thống xác định giới tính XY. Các động vật khác có các hệ thống xác định giới tính khác nhau, chẳng hạn như hệ thống xác định giới tính ZW ở chim, hệ thống xác định giới tính X0 ở côn trùng và các hệ thống xác định giới tính môi trường khác nhau, ví dụ như ở động vật giáp xác. Nấm cũng có thể có hệ thống giao phối allelic phức tạp hơn, với giới tính không được mô tả chính xác là đực, cái hoặc lưỡng tính.

## Tổng quan

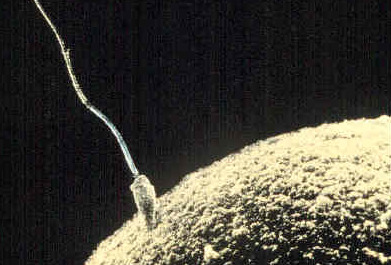
Hình 2: Giao tử đực (tinh trùng) thụ tinh cho giao tử cái (noãn)

Một trong những tính chất cơ bản của sự sống là sinh sản, khả năng tạo ra những cá thể mới và giới tính là một khía cạnh của quá trình này. Cuộc sống đã phát triển từ những giai đoạn đơn giản đến những giai đoạn phức tạp hơn, và các cơ chế sinh sản cũng vậy. Ban đầu, sinh sản là một quá trình sao chép bao gồm việc tạo ra các cá thể mới có chứa thông tin di truyền giống như cá thể ban đầu hoặc cá thể bố mẹ. Chế độ sinh sản này được gọi là vô tính, và nó vẫn được sử dụng bởi nhiều loài, đặc biệt là đơn bào, nhưng nó cũng rất phổ biến ở các sinh vật đa bào, bao gồm nhiều loài có khả năng sinh sản hữu tính. Trong sinh sản hữu tính, vật liệu di truyền của cá thể con đến từ hai cá thể khác nhau. Khi sinh sản hữu tính được phát triển theo quá trình tiến hóa dài, các giai đoạn trung gian tồn tại. Ví dụ vi khuẩn, có sinh sản vô tính, nhưng trải qua một quá trình mà một phần vật liệu di truyền của một vi khuẩn này được chuyển đến một vi khuẩn khác.
Không quan tâm đến các trung gian, sự khác biệt cơ bản giữa sinh sản vô tính và hữu tính là cách thức xử lý vật liệu di truyền. Thông thường, trước khi phân chia vô tính, một tế bào nhân đôi nội dung thông tin di truyền của nó và sau đó phân chia. Quá trình phân chia tế bào này được gọi là nguyên phân. Trong sinh sản hữu tính, có những loại tế bào đặc biệt phân chia mà không cần sao chép trước vật liệu di truyền của nó, trong một quá trình có tên là giảm phân. Các tế bào kết quả được gọi là giao tử và chỉ chứa một nửa vật liệu di truyền của các tế bào cha. Những giao tử này là các tế bào được chuẩn bị cho sự sinh sản hữu tính của sinh vật. Giới tính bao gồm các sắp xếp cho phép sinh sản hữu tính và đã phát triển cùng với hệ thống sinh sản, bắt đầu với các giao tử tương tự (isogamy) và tiến tới các hệ thống có các loại giao tử khác nhau, chẳng hạn như các giao tử có giao tử cái lớn (noãn) và giao tử đực nhỏ (tinh trùng).
Trong các sinh vật phức tạp, các cơ quan sinh dục là bộ phận có liên quan đến việc sản xuất và trao đổi giao tử trong sinh sản hữu tính. Nhiều loài, cả thực vật và động vật, có chuyên môn về tình dục, và quần thể của chúng được chia thành các cá thể đực và cái. Ngược lại, cũng có những loài không có chuyên môn về tình dục, và những cá thể giống nhau đều chứa cơ quan sinh sản đực và cái, và chúng được gọi là lưỡng tính. Điều này là rất thường xuyên trong thực vật.

## Sự phát triển
Sinh sản hữu tính trước tiên có lẽ đã tiến hóa khoảng một tỷ năm trước trong sinh vật nhân thực đơn bào tổ tiên. Lý do cho sự phát triển của giới tính, và lý do nó tồn tại cho đến hiện tại, vẫn còn là vấn đề tranh luận. Một số trong nhiều lý thuyết hợp lý bao gồm: rằng giới tính tạo ra sự khác biệt giữa cá thể con, tình dục giúp lan truyền các đặc điểm có lợi, rằng giới tính giúp loại bỏ các đặc điểm bất lợi và giới tính tạo điều kiện sửa chữa dòng mầm DNA.
Sinh sản hữu tính là một quá trình đặc trưng cho sinh vật nhân thực, các sinh vật có tế bào chứa nhân và ty thể. Ngoài động vật, thực vật và nấm, các sinh vật nhân chuẩn khác (ví dụ ký sinh trùng sốt rét) cũng tham gia vào sinh sản hữu tính. Một số vi khuẩn sử dụng liên hợp để chuyển vật liệu di truyền giữa các tế bào; trong khi không giống như sinh sản hữu tính, điều này cũng dẫn đến hỗn hợp các đặc điểm di truyền.
Đặc điểm xác định của sinh sản hữu tính ở sinh vật nhân thực là sự khác biệt giữa giao tử và bản chất hai chiều của thụ tinh. Sự đa dạng của các loại giao tử trong một loài vẫn sẽ được coi là một hình thức sinh sản hữu tính. Tuy nhiên, không có loại giao tử thứ ba được biết đến trong thực vật hoặc động vật đa bào.
Trong khi sự tiến hóa của ngày quan hệ tình dục đến giai đoạn prokaryote hoặc eukaryote sớm, nguồn gốc của việc xác định giới tính nhiễm sắc thể có thể là khá sớm ở sinh vật nhân chuẩn.Ở động vật có bốn hệ thống xác định giới tính, hệ thống này phụ thuộc vào một nhiễm sắc thể đặc biệt.
- Trong hệ thống xác định giới tính X0, con đực có một nhiễm sắc thể X (X0), trong khi con cái có hai (XX). Hệ thống này được tìm thấy ở hầu hết các loài nhện, côn trùng như bọ hạc (Apterygota), chuồn chuồn (Paleoptera) và châu chấu (Exopterygota), và một số giun tròn, giáp xác và động vật chân bụng.[16][17]
- Trong hệ thống xác định giới tính Z0, con đực có hai nhiễm sắc thể Z trong khi con cái có một nhiễm sắc thể Z. Hệ thống này được tìm thấy ở một số loài bướm đêm.[18][19]
- Trong hệ thống xác định giới tính ZW, con đực có hai nhiễm sắc thể Z, trong khi con cái có một nhiễm sắc thể Z và một nhiễm sắc thể W. Do đó giao tử cái quyết định giới tính của con cái. Hệ thống này được sử dụng bởi các loài chim, một số loài cá và một số loài giáp xác.
- Trong hệ thống xác định giới tính XY, trong khi cá thể đực có một nhiễm sắc thể X và một nhiễm sắc thể Y. Do đó chính giao tử sẽ quyết định giới tính của cá thể cái. Hệ thống này được sử dụng bởi hầu hết các loài động vật có vú,[20] và cả một số loài côn trùng.[21]

Hệ thống xác định giới tính ZW được các loài chim, một số loài cá và một số loài giáp xác áp dụng. Hệ thống xác định giới tính XY được sử dụng bởi hầu hết các động vật có vú, nhưng cũng có một số côn trùng, và thực vật (Silene latifolia) áp dụng hệ thống này. Xác định giới tính X0 được tìm thấy ở hầu hết các loài nhện, côn trùng như cá bạc (Aptergota), chuồn chuồn (Paleoptera) và châu chấu (Exopterygota), và một số tuyến trùng, động vật giáp xác và gastropod.
Không có gen nào được chia sẻ giữa các nhiễm sắc thể ZW của gia cầm và XY của động vật có vú, và từ sự so sánh giữa gà và người, nhiễm sắc thể Z xuất hiện giống với nhiễm sắc thể thường số 9 ở người thay vì X hoặc Y, cho thấy hệ thống xác định giới tính ZW và XY không có chung một nguồn gốc, nhưng các nhiễm sắc thể giới tính có nguồn gốc từ nhiễm sắc thể thuộc nhiễm sắc thể thường của tổ tiên chung của các loài chim và động vật có vú. Một bài báo năm 2004 đã so sánh nhiễm sắc thể Z của gà với nhiễm sắc thể X của thú mỏ vịt và cho rằng hai hệ thống này có liên quan với nhau.

## Sinh sản hữu tính

Vòng đời của chu kỳ sinh sản hữu tính của sinh vật qua các bước nguyên phân và giảm phân.

Sinh sản hữu tính ở sinh vật nhân thực là quá trình sinh vật tạo ra con cái kết hợp các tính trạng di truyền từ cả bố và mẹ. Nhiễm sắc thể được truyền từ thế hệ này sang thế hệ khác trong quá trình này. Mỗi tế bào ở đời con có một nửa số nhiễm sắc thể của mẹ và một nửa của bố. Các đặc điểm di truyền được chứa trong axit deoxyribonucleic (DNA) của nhiễm sắc thể — bằng cách kết hợp một trong mỗi loại nhiễm sắc thể từ mỗi cha mẹ, một sinh vật được hình thành chứa bộ nhiễm sắc thể nhân đôi. Giai đoạn nhiễm sắc thể kép này được gọi là "lưỡng bội", trong khi giai đoạn nhiễm sắc thể đơn là "đơn bội". Các sinh vật lưỡng bội có thể lần lượt hình thành các tế bào đơn bội (giao tử) chứa ngẫu nhiên một trong mỗi cặp nhiễm sắc thể thông qua giảm phân. Giảm phân cũng liên quan đến một giai đoạn của sự trao đổi chéo nhiễm sắc thể, trong đó các vùng của DNA được trao đổi giữa các loại nhiễm sắc thể tương đồng, để tạo thành một cặp nhiễm sắc thể hoán vị mới. Lai xa và thụ tinh (sự tái tổ hợp của các bộ nhiễm sắc thể đơn để tạo ra thể lưỡng bội mới) dẫn đến kết quả là sinh vật mới chứa các tính trạng di truyền khác với bố hoặc mẹ.
Ở nhiều sinh vật, giai đoạn đơn bội được tối giản chỉ còn các giao tử biệt hóa để tái tổ hợp và hình thành sinh vật lưỡng bội mới. Ở thực vật, sinh vật lưỡng bội tạo ra các bào tử đơn bội, các bào tử này trải qua quá trình phân bào tạo ra các sinh vật đơn bội đa bào được gọi là thể giao tử (ở thực vật) - thể giao tử tạo ra giao tử đơn bội khi trưởng thành. Trong cả hai trường hợp, các giao tử có thể giống nhau về ngoại hình, đặc biệt là về kích thước (sự đẳng giao), hoặc có thể đã tiến hóa không đối xứng sao cho các giao tử có sự khác nhau về kích thước và các khía cạnh khác (sự dị giao). Theo quy ước, giao tử lớn hơn (được gọi là noãn, hoặc tế bào trứng) được coi là của con cái, trong khi giao tử nhỏ hơn (được gọi là tinh trùng, hoặc tế bào sinh tinh) được coi là của con đực. Một cá thể chỉ tạo ra giao tử lớn là cái và một cá thể chỉ tạo ra các giao tử nhỏ là đực. Một cá thể tạo ra cả hai loại giao tử là một cá thể lưỡng tính;trong một số trường hợp, các loài lưỡng tính có thể tự thụ tinh và tự sinh con mà không cần đến sinh vật thứ hai.

### Động vật

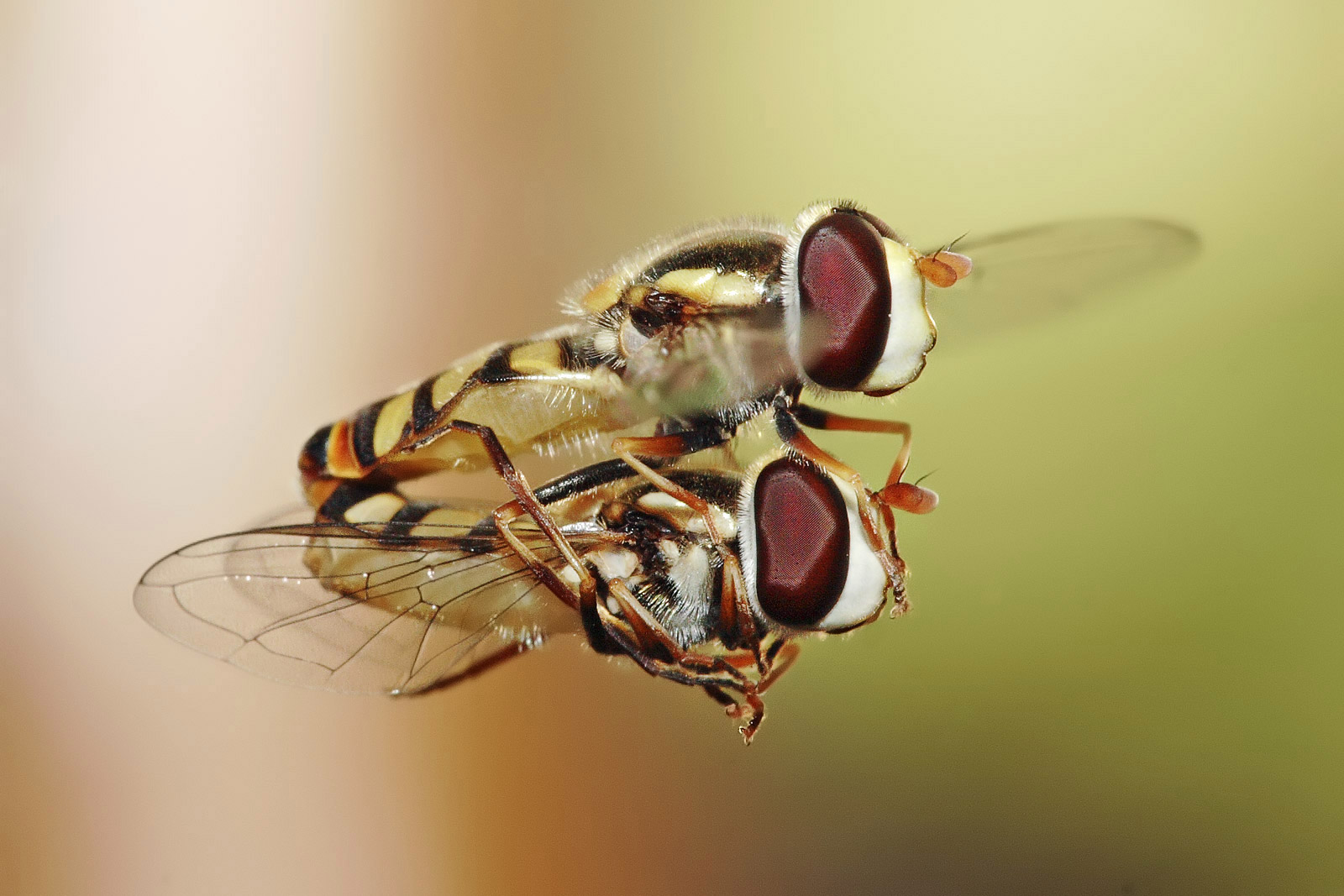
Ruồi giả ong giao phối

Hầu hết các động vật sinh sản hữu tính đều sống ở dạng lưỡng bội, với giai đoạn đơn bội giảm thành giao tử đơn bào. Các giao tử của động vật có dạng đực và cái - tinh trùng và tế bào trứng. Các giao tử này kết hợp với nhau để tạo thành phôi phát triển thành một sinh vật mới.
Giao tử đực, một tinh trùng (được tạo ra trong tinh hoàn ở động vật có xương sống), là một tế bào nhỏ chứa một roi dài duy nhất có chức năng đẩy nó tiến lên. Tinh trùng là những tế bào cực kỳ suy giảm, thiếu nhiều thành phần tế bào cần thiết cho sự phát triển của phôi. Chúng chuyên dùng để vận động, tìm kiếm tế bào trứng và kết hợp với nó trong một quá trình gọi là thụ tinh.
Giao tử cái là các tế bào trứng (được tạo ra trong buồng trứng ở động vật có xương sống), các tế bào lớn bất động có chứa các chất dinh dưỡng và các thành phần tế bào cần thiết cho một phôi thai phát triển. Tế bào trứng thường liên kết với các tế bào hỗ trợ sự phát triển của phôi khác để hình thành trứng. Ở động vật có vú, phôi thụ tinh phát triển bên trong con cái, nhận chất dinh dưỡng trực tiếp từ mẹ của nó.
Động vật thường di động và tìm kiếm bạn tình khác giới để giao phối. Các động vật sống dưới nước có thể giao phối bằng cách thụ tinh ngoài, nơi trứng và tinh trùng được phóng thích và kết hợp trong vùng nước xung quanh. Tuy nhiên, hầu hết các động vật sống bên ngoài nước đều sử dụng phương pháp thụ tinh bên trong, truyền tinh trùng trực tiếp vào con cái để ngăn các giao tử bị khô đi.
Ở hầu hết các loài chim, cả quá trình bài tiết và sinh sản đều được thực hiện thông qua một lỗ sau duy nhất, được gọi là lỗ huyệt — chim đực và chim cái chạm vào lỗ huyệt để truyền tinh trùng, một quá trình được gọi là "hôn lỗ huyệt". Ở nhiều loài động vật trên cạn khác, con đực sử dụng các cơ quan sinh dục chuyên biệt để hỗ trợ việc vận chuyển tinh trùng — những cơ quan sinh dục đực  này được gọi là các dương cụ. Ở người và các động vật có vú khác, cơ quan này là dương vật, đi vào đường sinh sản của nữ giới (gọi là âm đạo) để đạt được sự thụ tinh — một quá trình được gọi là giao hợp. Dương vật chứa một ống dẫn tinh dịch (chất dịch chứa tinh trùng) đi qua đó. Ở động vật có vú cái, âm đạo kết nối với tử cung, một cơ quan hỗ trợ trực tiếp cho sự phát triển của phôi đã thụ tinh bên trong (một quá trình gọi là mang thai).
Do khả năng di chuyển của chúng, hành vi quan hệ tình dục của động vật có thể liên quan đến tình dục cưỡng bức. Ví dụ, thụ tinh do chấn thương được một số loài côn trùng sử dụng để thụ tinh cho con cái thông qua vết thương trong khoang bụng - một quá trình gây bất lợi cho sức khỏe của con cái.

### Thực vật

Hoa là cơ quan sinh dục của các loài cây có hoa, thông thường sẽ có cả bộ phận đực và cái.

Giống như động vật, thực vật có các giao tử đực và cái chuyên biệt. Trong thực vật có hạt, các giao tử đực được tạo ra bởi các giao tử đa bào  cực kỳ suy giảm được gọi là hạt phấn. Giao tử cái của cây có hạt được chứa trong noãn; một khi được thụ tinh bởi các giao tử đực do phấn hoa tạo ra, những hạt này sẽ tạo thành hạt giống như trứng, chứa các chất dinh dưỡng cần thiết cho sự phát triển của phôi.
Nhiều loài thực vật có hoa và đây là cơ quan sinh dục của những loài thực vật đó. Hoa thường là lưỡng tính, tạo ra cả giao tử đực và cái. Các bộ phận cái ở trung tâm của một bông hoa là các nhụy, mỗi đơn vị gồm một lá noãn, một vòi nhụy và một đầu nhụy. Một hoặc nhiều đơn vị sinh sản này có thể được hợp nhất để tạo thành một nhụy hoa kép. Trong các lá noãn là các noãn phát triển thành hạt sau khi thụ tinh. Các bộ phận đực của hoa là nhị hoa: bao gồm các sợi dài sắp xếp giữa nhụy và cánh hoa tạo ra phấn hoa trong bao phấn ở đầu của chúng. Khi một hạt phấn tiếp xúc với đầu nhụy trên đầu của một lá noãn, nó sẽ nảy mầm để tạo ra một ống phấn phát triển xuống qua các mô của kiểu vào lá noãn, nơi nó mang các nhân giao tử đực để thụ tinh với noãn, cuối cùng phát triển thành hạt giống.
Ở cây thông và các loài cây lá kim khác, cơ quan sinh dục là các hạt trần có dạng đực và cái. Các nón cái - thường có kích thước thông thường hơn - thường bền hơn, chứa các noãn bên trong chúng. Các nón đực nhỏ hơn và tạo ra phấn hoa được vận chuyển theo gió đến chỗ các nón cái. Giống như hoa, hạt hình thành trong nón cái sau khi thụ phấn.
Bởi vì thực vật bất động, chúng phụ thuộc vào các phương pháp thụ động để vận chuyển hạt phấn đến các cây khác. Nhiều loài thực vật, bao gồm cả cây lá kim và cỏ, tạo ra phấn hoa nhẹ và được gió mang đến các cây lân cận. Các loài thực vật khác có phấn hoa dính, nặng hơn được biệt hóa để cho động vật vận chuyển. Thực vật thu hút những côn trùng này hoặc các động vật lớn hơn như chim ruồi và dơi bằng những bông hoa chứa mật hoa. Những loài động vật này vận chuyển phấn hoa khi chúng di chuyển đến các bông hoa khác, chúng cũng chứa các cơ quan sinh sản cái, dẫn đến quá trình thụ phấn.

### Nấm

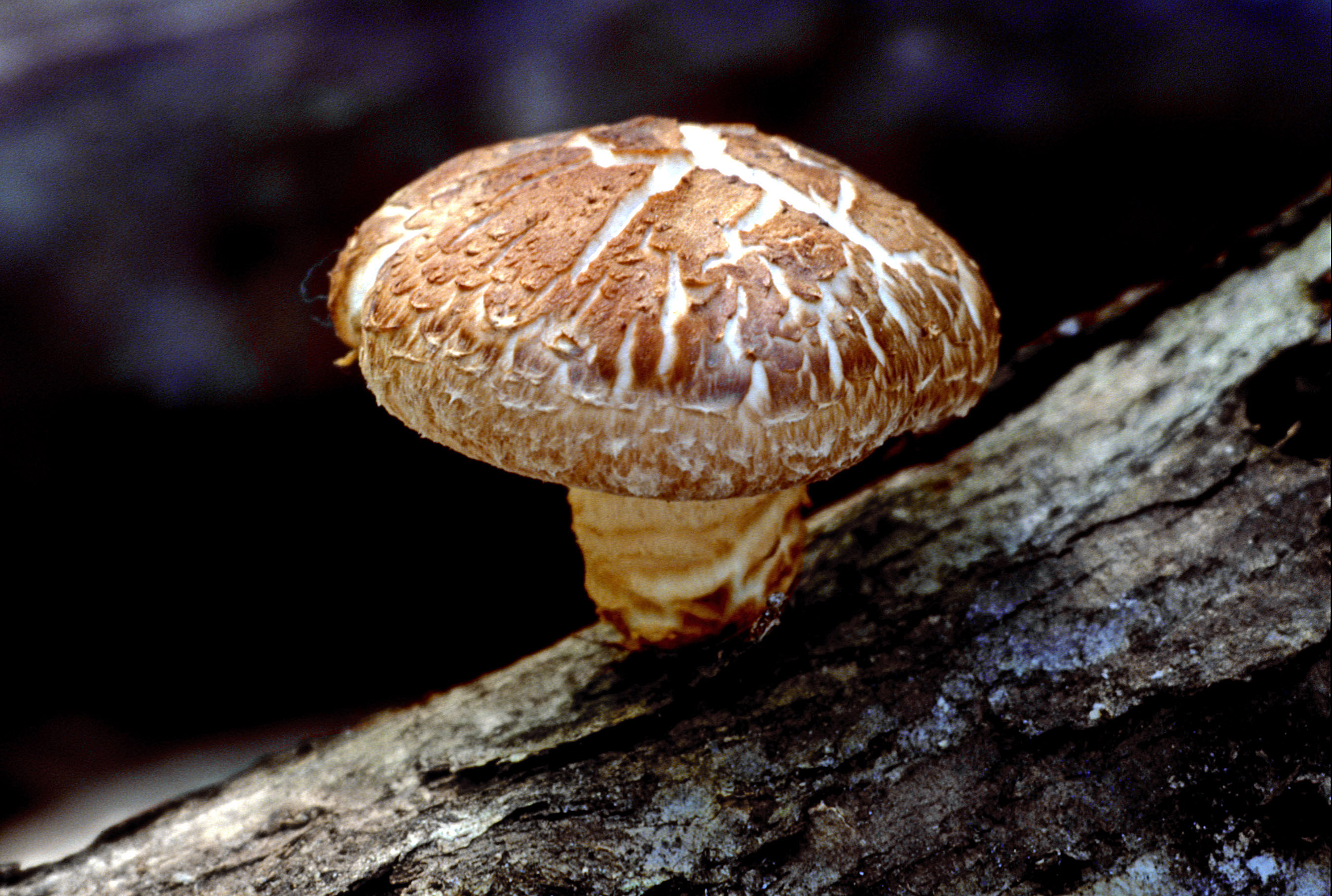
Nấm được sinh ra như một phần của quá trình sinh sản hữu tính của nấm

Hầu hết các loại nấm sinh sản hữu tính, có cả giai đoạn đơn bội và lưỡng bội trong chu kỳ sống của chúng. Những loại nấm này điển hình là dị giao, thiếu sự biệt hóa đực và cái: nấm đơn bội phát triển tiếp xúc với nhau và sau đó dung hợp các tế bào của chúng. Trong một số trường hợp này, sự hợp nhất là không đối xứng, và tế bào chỉ cho một nhân (chứ không phải vật chất tế bào đi kèm) có thể được coi là "đực". Nấm cũng có thể có hệ thống giao phối thuộc alen phức tạp hơn, với các giới tính khác không được mô tả chính xác là đực, cái hoặc lưỡng tính.
Một số loại nấm, bao gồm cả nấm men của thợ làm bánh, có kiểu giao phối tạo ra sự lưỡng tính tương tự như vai trò nam và nữ. Nấm men cùng kiểu giao phối sẽ không dung hợp với nhau để tạo thành tế bào lưỡng bội mà chỉ dung hợp với nấm men mang kiểu giao phối khác.
Nhiều loài nấm bậc cao tạo ra nấm như một phần của quá trình sinh sản hữu tính của chúng. Trong nấm hình thành các tế bào lưỡng bội, sau này phân chia thành các bào tử đơn bội. Chiều cao của nấm hỗ trợ sự phát tán của những con cái được sinh sản hữu tính.

## Sự xác định giới tính

Giới tính giúp lan truyền các tính trạng thuận lợi thông qua tái tổ hợp. Sơ đồ so sánh sự tiến hóa về tần số alen ở quần thể hữu tính (trên) và vô tính (dưới). Trục tung hiển thị tần số và trục hoành hiển thị thời gian. Các alen a/A và b/B xảy ra ngẫu nhiên. Các alen ưu thế A và B phát sinh độc lập có thể được kết hợp nhanh chóng bằng sinh sản hữu tính thành tổ hợp có lợi nhất AB. Sinh sản vô tính mất nhiều thời gian hơn để đạt được sự kết hợp này, bởi vì nó chỉ có thể tạo ra AB nếu A phát sinh trong một cá thể đã có B, hoặc ngược lại.

Hệ thống sinh dục cơ bản nhất là hệ thống mà tất cả các sinh vật là lưỡng tính, tạo ra cả giao tử đực và cái. Điều này đúng với một số động vật (ví dụ như ốc sên) và phần lớn các loài thực vật có hoa. Tuy nhiên trong nhiều trường hợp, sự chuyên biệt hóa giới tính đã phát triển đến mức một số sinh vật chỉ tạo ra giao tử đực hoặc chỉ cái. Nguồn gốc sinh học khiến một sinh vật phát triển thành giới tính này hay giới tính khác được gọi là sự xác định giới tính. Nguyên nhân có thể do di truyền hoặc không di truyền. Đối với động vật và các sinh vật khác có hệ thống xác định giới tính di truyền, yếu tố quyết định có thể là sự hiện diện của nhiễm sắc thể giới tính hoặc các biến dị di truyền khác. Ở các loài thực vật, chẳng hạn như loài rêu tảo Marchantia polymorpha và loài thực vật có hoa thuộc chi Cây Bắt Ruồi có tính lưỡng hình giới tính (tương ứng với đồng chu và biệt chu), giới tính có thể được xác định bởi nhiễm sắc thể giới tính. Các hệ thống phi di truyền có thể bị ảnh hưởng bởi nhân tố môi trường, chẳng hạn như nhiệt độ trong quá trình phát triển ban đầu ở cá sấu, để xác định giới tính của con cái.
Ở phần lớn các loài có chuyên biệt hóa giới tính, các sinh vật là đực (chỉ tạo ra giao tử đực) hoặc cái (chỉ tạo ra giao tử cái) được gọi là hệ thống dioecy. Các trường hợp ngoại lệ phổ biến - ví dụ, giun đũa C.elegans  có một giới tính lưỡng tính và một giới tính đực (hệ thống gọi là androdioecy).
Đôi khi một cá thể sinh vật có các đặc điểm giới tính liên quan đến cả hai giới và những tình trạng này được gọi là liên giới tính. Chúng có thể được gây ra bởi số lượng bất thường của nhiễm sắc thể giới tính hoặc bất thường về nội tiết tố trong quá trình phát triển của thai nhi. Đôi khi các cá thể liên giới tính được gọi là "lưỡng tính"; nhưng không giống như các cá thể lưỡng tính sinh học, các cá thể liên giới tính là những trường hợp không điển hình và thường không có khả năng sinh sản ở cả khía cạnh nam và nữ. Một số loài có thể có các cá thể lưỡng tính.

### Di truyền

Giống như con người và hầu hết động vật có vú khác, ruồi giấm cũng mang hệ thống xác định giới tính XY.

Trong hệ thống xác định giới tính di truyền, giới tính của một sinh vật được xác định bởi bộ gen mà nó được di truyền lại. Việc xác định giới tính di truyền thường phụ thuộc vào các nhiễm sắc thể giới tính được di truyền không cân xứng mang các đặc điểm di truyền ảnh hưởng đến sự phát triển; giới tính có thể được xác định bởi sự hiện diện của một nhiễm sắc thể giới tính hoặc bởi số lượng sinh vật có. Việc xác định giới tính di truyền, vì được xác định bởi sự phân loại nhiễm sắc thể, thường dẫn đến tỷ lệ xấp xỉ 1:1 giữa con đực và con cái.
Con người và hầu hết các loài động vật có vú khác có hệ thống xác định giới tính XY: nhiễm sắc thể Y mang các yếu tố gây ra sự phát triển của nam giới. "Giới tính mặc định" khi không có nhiễm sắc thể Y là giống cái. Như vậy, động vật có vú XX là cái và XY là đực. Ở người, giới tính sinh học được xác định bởi năm yếu tố hiện hữu từ khi sinh ra: sự có hay không có nhiễm sắc thể Y (một mình xác định giới tính di truyền của cá nhân),loại tuyến sinh dục, nội tiết tố sinh dục, giải phẫu sinh sản bên trong (chẳng hạn như tử cung ở nữ), và cơ quan sinh dục ngoài.
Hệ thống xác định giới tính XY được tìm thấy ở các sinh vật khác, bao gồm ruồi giấm thông thường và một số loài thực vật. Trong một số trường hợp, bao gồm cả ở ruồi giấm, số lượng nhiễm sắc thể X quyết định giới tính thay vì là sự hiện diện của nhiễm sắc thể Y (xem bên dưới).
Ở các loài chim có hệ thống xác định giới tính ZW thì ngược lại: nhiễm sắc thể W mang các yếu tố chịu trách nhiệm cho việc phát triển giới tính cái, còn nhiễm sắc thể mặc định chịu trách nhiệm cho giới tính đực. Trong trường hợp này các cá thể ZZ là đực và ZW là cái. Phần lớn các loài bướm và bướm đêm cũng có hệ thống xác định giới tính ZW. Trong cả hai hệ thống xác định giới tính XY và ZW, nhiễm sắc thể giới tính mang các yếu tố quan trọng thường nhỏ hơn đáng kể, mang nhiều hơn một chút các gen cần thiết để kích hoạt sự phát triển của một giới tính nhất định.
Nhiều loài côn trùng sử dụng hệ thống xác định giới tính dựa trên số lượng nhiễm sắc thể giới tính. Đây được gọi là xác định giới tính X0 — số 0 cho biết sự vắng mặt của nhiễm sắc thể giới tính. Tất cả các nhiễm sắc thể khác ở các sinh vật này đều là lưỡng bội, nhưng các sinh vật có thể thừa hưởng một hoặc hai nhiễm sắc thể X. Ví dụ, ở dế ruộng, côn trùng có một nhiễm sắc thể X đơn lẻ phát triển thành con đực, trong khi những con có hai nhiễm sắc thể phát triển thành con cái. Ở giun tròn C. elegans, hầu hết giun đều là loài lưỡng tính XX tự thụ tinh, nhưng đôi khi những bất thường về di truyền nhiễm sắc thể thường làm phát sinh những cá thể chỉ có một nhiễm sắc thể X. - những cá thể X0 này là những con đực có khả năng sinh sản (và một nửa số con của chúng là đực).
Các loài côn trùng khác, bao gồm cả ong mật và kiến, sử dụng hệ thống xác định giới tính đơn bội. Trong trường hợp này, các cá thể lưỡng bội nói chung là con cái, và các cá thể đơn bội (phát triển từ trứng chưa được thụ tinh) là con đực. Hệ thống xác định giới tính này dẫn đến tỷ lệ giới tính lệch lạc cao, vì giới tính của con cái được xác định bằng sự thụ tinh chứ không phải sự phân chia của các nhiễm sắc thể trong quá trình giảm phân.

### Không di truyền

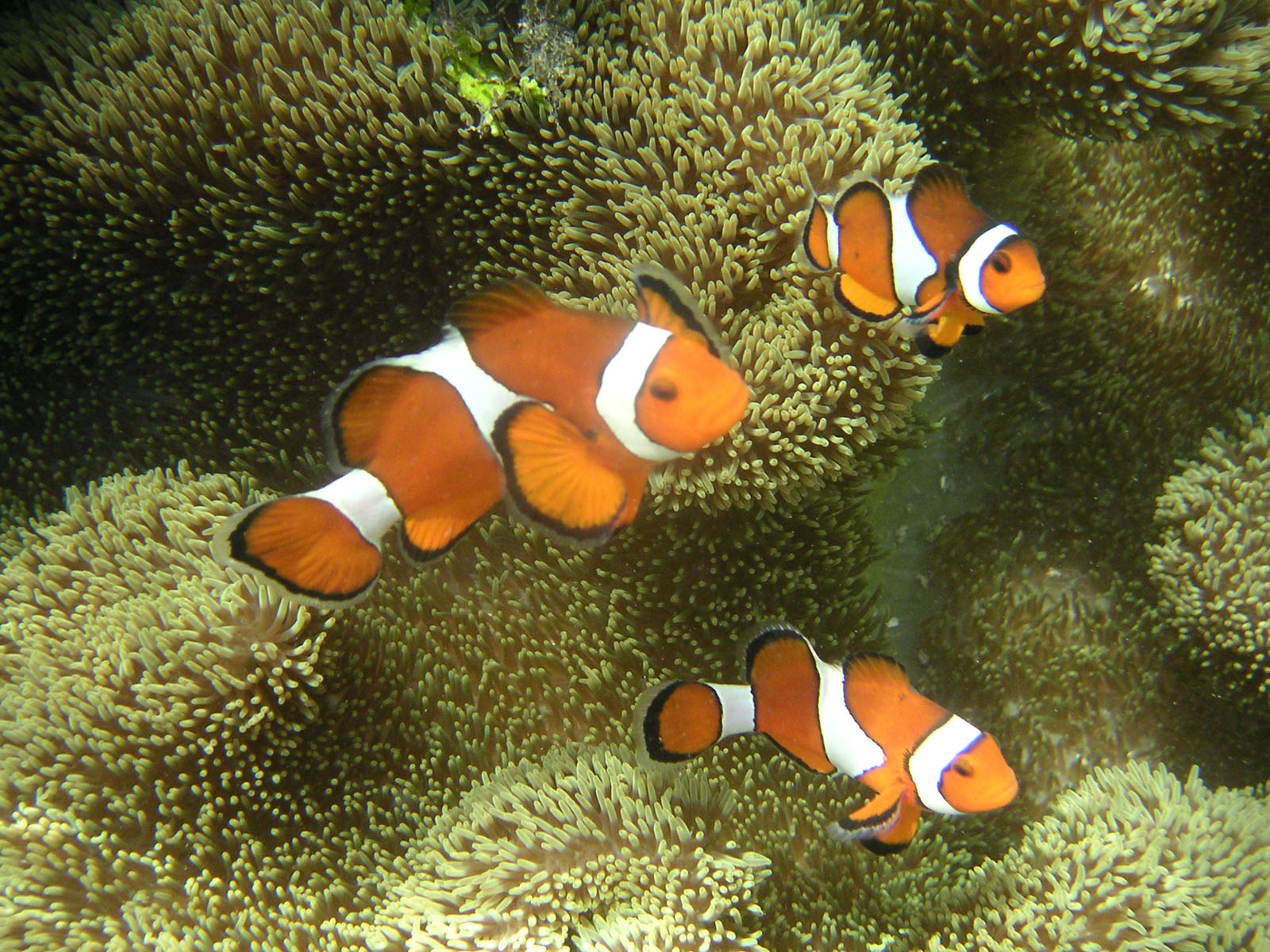
Cá hề ban đầu là con đực; con có kích thước lớn nhất trong đàn sẽ biến thành con cái.

Đối với nhiều loài, giới tính không được xác định bởi các đặc điểm di truyền, mà do các yếu tố môi trường trải qua trong quá trình phát triển hoặc sau này trong cuộc đời. Nhiều loài bò sát xác định giới tính phụ thuộc vào nhiệt độ: nhiệt độ mà phôi trải qua trong quá trình phát triển của chúng quyết định giới tính của sinh vật. Ví dụ, ở một số loài rùa, con đực được tạo ra ở nhiệt độ ấp thấp hơn con cái; sự chênh lệch về nhiệt độ tới hạn này có thể chỉ là 1–2 °C.
Nhiều loài cá thay đổi giới tính trong suốt vòng đời của chúng, một hiện tượng được gọi là lưỡng tính tuần tự. Ở cá hề, cá nhỏ hơn là cá đực, và cá lớn nhất và lớn nhất trong một nhóm trở thành cá cái. Trong nhiều loài cá thì ngược lại - hầu hết cá ban đầu là cá cái và trở thành cá đực khi chúng đạt đến một kích thước nhất định. Các cá thể lưỡng tính liên tiếp có thể tạo ra cả hai loại giao tử trong suốt thời gian tồn tại của chúng, nhưng tại bất kỳ thời điểm nào chúng đều là đực hoặc cái.
Ở một số loài dương xỉ, giới tính mặc định là lưỡng tính, nhưng những cây dương xỉ mọc trong đất trước đây đã hỗ trợ tính lưỡng tính bị ảnh hưởng bởi các hormone còn sót lại để thay vào đó phát triển thành đực.

## Lưỡng hình giới tính

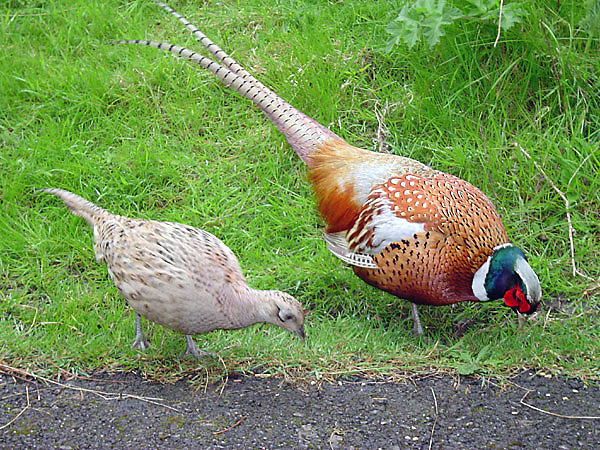
Gà trĩ có sự khác biệt giữa giống đực và giống cái cả về hình dạng và kích thước.

Nhiều loài động vật và thực vật có sự khác biệt về kích cỡ và hình dạng giữa giống đực và giống cái, đây là hiện tượng được gọi là lưỡng hình giới tính. Thông thường, sự khác biệt về giới tính ở con người bao gồm, nam giới có cơ bắp to hơn và nhiều lông trên cơ thể hơn; nữ giới có ngực, hông rộng hơn và tỷ lệ mỡ trong cơ thể cao hơn. Ở những loài khác, sự khác biệt này có thể đáng kể hơn, như là sự tương phản về màu sắc và trọng lượng cơ thể.
Lưỡng hình giới tính ở động vật thường có liên quan đến sự chọn lọc giới tính — sự cạnh tranh của những cá thể cùng giới để giao phối với các cá thể khác giới. Ví dụ, hươu đực dùng gạc để chiến đấu giành quyền sinh sản với hươu cái. Ở nhiều loài, các cá thể đực có kích cỡ lớn hơn giống cái.  Các loài động vật có vú với sự lưỡng hình giới tính đáng kể có hệ thống giao phối với nhiều giống cái cao — được cho là do thành công trong việc cạnh tranh với những con đực khác — như hải cẩu. Những mô tả khác cho thấy sự ưu tiên của giống cái dẫn đến sự lưỡng hình giới tính, chẳng hạn như loài ruồi cuống mắt.
Các loài động vật khác, bao gồm côn trùng và các loài cá, giống cái thường có kích cỡ lớn hơn. Điều này có thể liên quan đến việc sản sinh ra tế bào trứng, việc mà cần nhiều chất dinh dưỡng hơn là sản sinh ra tinh trùng - giống cái lớn hơn sẽ sản sinh ra nhiều trứng hơn. Ví dụ, nhện góa phụ đen cái thường có kích cỡ lớn gấp đôi con đực. Đôi khi sự lưỡng hình này trở nên cực đoan khi mà con đực trở thành ký sinh trùng sống dựa vào con cái, như là loài cá vây chân. Một số loài thực vật cũng tồn tại sự lưỡng hình, như là loài tảo Dicranum và rêu Sphaerocarpos. Có một số bằng chứng cho rằng, trong các chi này, sự lưỡng hình có thể được liên kết với nhiễm sắc thể giới tính, hoặc với tín hiệu hóa học từ con cái.
Ở các loài chim, con đực thường có ngoại hình sặc sỡ hơn và có những đặc điểm (như đuôi dài của chim công đực) cái mà sẽ khiến các loài gặp bất lợi (ví dụ: màu sắc tươi sáng dường như khiến chim dễ bị chú ý đối với loài săn mồi). Sự giải thích cho điều này có thể là nguyên lý đánh đổi. Giả thuyết này cho rằng, con đực đang cho thấy gen di truyền nổi trội của mình bằng cách thể hiện nó có thể tồn tại với những khiếm khuyết như vậy, những đặc điểm mà sẽ có lợi cho con cái sau này và sẽ không bị cản trở bởi những khiếm khuyết đó.

### Sách
- Maynard-Smith, J. The Evolution of Sex (Sự tiến hóa của giới tính). Cambridge University Press, 1978.
- Arnqvist, G. & Rowe, L. (2005) Sexual conflict (Xung đột giới tính). Princeton University Press, Princeton. ISBN 0-691-12217-2